# Mady Moreau
Pour les articles homonymes, voir Moreau.
Mady Moreau (née Marie-Madeleine Cécile Moreau le 1er mai 1928 à Hanoï et morte le 10 juin 1995 à Chuelles) est une plongeuse française des années 1940 et 1950. Elle fait partie des sportifs français nommés « Gloire du sport ».

## Biographie
Elle a des origines creusoises, au Monteil-au-Vicomte, où elle se rend régulièrement lorsque sa carrière sportive sera aboutie. Elle était l'épouse d'un médecin.

## Carrière

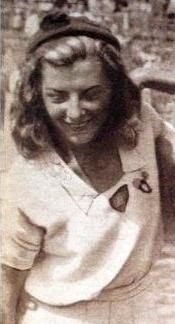
Mady Moreau, championne d'Europe en septembre 1947.

Mady Moreau est sacrée sept fois championne de France, elle a obtenu quatorze sélections internationales elle est également championne d'Europe de tremplin à 3 mètres aux Championnats d'Europe de natation 1947 (Monaco). L'année suivante, elle se classe septième aux Jeux olympiques d'été de 1948.
Une nouvelle fois championne d'Europe en 1950 (Vienne) Mady Moreau est sacrée vice-championne olympique de plongeon aux Jeux olympiques d'été de 1952 se déroulant à Helsinki.

## Postérité et héritage
La commune de Bourganeuf rend hommage à Mady Moreau en nommant son gymnase, salle multisports, en son nom. 